# La Chronique des Bridgerton
La Chronique des Bridgerton est une série télévisée américaine créée par Chris Van Dusen (en), fondée sur la série de livres éponyme de Julia Quinn et diffusée depuis le 25 décembre 2020 sur Netflix.
Produite par Shonda Rhimes, la série se déroule dans la haute société londonienne lors de la Régence anglaise.

## Synopsis
La série se déroule dans la haute société londonienne lors de la Régence anglaise du XIXe siècle. L'histoire se concentre sur deux familles, les Bridgerton et les Featherington.
La famille Bridgerton est composée de Violet, vicomtesse douairière Bridgerton, de ses quatre fils Anthony, Benedict, Colin et Gregory, et de ses quatre filles Daphné, Eloïse, Francesca et Hyacinthe.
La famille Featherington est composée de Lady Portia Featherington, son mari le baron Archibald Featherington et leurs trois filles, Philippa, Prudence et Penelope, ainsi que de leur lointaine cousine Marina Thompson.

### Première saison
La première saison suit l'histoire de Daphne Bridgerton, fille aînée d'une famille de la noblesse londonienne, qui entre dans le monde. Obtenant très vite la faveur de la reine Charlotte, elle rencontre Simon Basset, le duc de Hastings, et ils décident tous deux de faire semblant de se courtiser pour faire taire les commérages, très courants et insidieux à l'époque, mais aussi pour avoir le temps de choisir un prétendant qui leur convient chacun de leur côté sans être pressés vers le mariage par leurs proches respectifs. Mais c'est sans compter l'attachement bien réel qui va s'installer entre eux.

### Deuxième saison
La deuxième saison se concentre sur l'aîné de la famille, Anthony Bridgerton, vicomte, qui à 30 ans passés est bien décidé à finalement se marier. Mais il est plus en quête d'une épouse « parfaite » que d'une romance. Ainsi, il choisit la jeune Edwina Sharma, désignée « diamant de la saison » par la reine. Mais ses plans sont contrecarrés par Kate Sharma, qui veille sur les intérêts et le bonheur de sa sœur cadette. Un triangle amoureux intense va rapidement se mettre en place.

### Troisième saison
La troisième se concentre sur le troisième fils de la famille Bridgerton, Colin, qui décide d'aider son amie Penelope Featherington dans sa recherche d'un mari mais qui va finir par se rendre compte que ses véritables sentiments pour son amie d'enfance sont plus profonds qu'il ne le pensait.

### Quatrième saison
La quatrième saison s'intéresse au deuxième fils Bridgerton, Benedict.

## Distribution

### Famille Bridgerton
- Ruth Gemmell (VF : Martine Irzenski) : Lady Violet Bridgerton, la vicomtesse et mère veuve des huit enfants
- Rupert Evans (VF : François Delaive) : Edmund Bridgerton, le père des huit enfants Bridgerton et époux de Violet, mort avant le début de l'intrigue[4] (saison 2)
- Jonathan Bailey (VF : Anatole de Bodinat) : Anthony Bridgerton, le premier enfant et actuel vicomte Bridgerton, bachelor de la seconde saison
- Luke Thompson (VF : Vincent Bonnasseau) : Benedict Bridgerton, le deuxième enfant et second fils
- Luke Newton (VF : Aurélien Raynal) : Colin Bridgerton, le troisième enfant et troisième fils
- Phoebe Dynevor (VF : Emmylou Homs) : Daphne Basset anciennement Bridgerton, la quatrième enfant et l’aînée des filles, diamant de la première saison, duchesse d’Hastings (saison 1-2)
- Claudia Jessie (VF : Adeline Chetail) : Eloïse Bridgerton, la cinquième enfant et seconde fille
- Ruby Stokes (VF : Joséphine Ropion) (saison 1 et 2) / Hannah Dodd (VF : Ingrid Donnadieu) (saison 3) : Francesca Stirling anciennement Bridgerton, comtesse de Kilmartin, la sixième enfant et troisième fille
- Will Tilston (VF : Axel Truchard) (saisons 1 et 2), puis Benjamin Bollen (depuis la saison 3) : Gregory Bridgerton, le septième enfant et quatrième garçon
- Florence Hunt (VF : Victoire Pauwels)  (saisons 1 et 2), puis Clara Soares (depuis la saison 3) : Hyacinthe Bridgerton, la huitième enfant et quatrième fille
- Regé-Jean Page (VF : Eilias Changuel) : Simon Basset, le duc de Hastings, époux de Daphne (saison 1)
  - Lucas Booth-Clibborn (VF : Zoé Bettan) : Simon Basset à 11 ans (saison 1)
  - Oscar Coleman (VF : Zoé Bettan) : Simon Basset à 4 ans (saison 1)
- Simone Ashley (VF : Marion Gress) : Kathani « Kate » Bridgerton anciennement Sharma, épouse d'Anthony et vicomtesse de Bridgerton (depuis la saison 2)
- Nicola Coughlan (VF : Valérie Bescht) : Penelope Bridgerton anciennement Featherington, épouse de Colin
- Victor Alli : Lord John Stirling, comte de Kilmartin, époux de Francesca (saison 3)
- Yerin Ha : Sophie Bridgerton anciennement Baek, épouse de Benedict (saison 4)

### Famille Featherington
- Polly Walker (VF : Juliette Degenne) : Lady Portia Featherington, la Baronne et mère des trois filles
- Ben Miller (VF : Michaël Aragones) : Lord Archibald Featherington, le Baron et père des trois filles (saison 1)
- Bessie Carter (VF : Zoé Bettan) : Prudence Featherington, la première fille
- James Phoon (VF : Léo Faure) : Harry Dankworth, le mari de Prudence (saison 3)
- Harriet Cains (VF : Joséphine Ropion) : Philippa Featherington, la deuxième fille
- Lorn Macdonald : Albion Finch, le mari de Philippa
- Ruby Barker (VF : Elsa Bougerie) : Marina Crane anciennement Thompson, une cousine de la famille (saison 1, invitée saison 2)
- Rupert Young (VF : Xavier Béja) : Jack Featherington, “Cousin Jack” (saison 2)

### Autres

#### Introduits dans la saison 1
- Julie Andrews (VF : Frédérique Tirmont) : Lady Whistledown, la narratrice (voix)
- Adjoa Andoh (VF : Annie Milon) : Lady Danbury, la marraine de Simon et sponsor de Kate et Edwina
- Lorraine Ashbourne (VF : Monique Nevers) : Mme Varley, employée des Featherington
- Kathryn Drysdale (VF : Philippa Roche) : Geneviève Delacroix, la couturière
- Chris Fulton (VF : Augustin Bonhomme) : Sir Philip Crane, le mari de Marina
- Sachs Hugh (VF : Bertrand Dingé) : Brimsley, le valet inséparable de la Reine
- Martins Imhangbe (VF : Bertrand Nadler) : Will Mondrich, le boxeur et ami de Simon
- Jessica Madsen (VF : Emmanuelle Bodin) : Cressida Cowper, la rivale de Daphne
- Emma Naomi (VF : Ninon Moreau) : Alice Mondrich, la femme de Will Mondrich
- Julian Ovenden : Sir Henry Granville, le peintre et ami de Benedict
- Golda Rosheuvel (VF : Sophie Riffont) : la reine Charlotte
- Sabrina Bartlett (VF : Barbara Beretta) : Siena Rosso, la chanteuse d'opéra (saison 1)
- Jamie Beamish (VF : Patrice Baudrier) : Nigel Berbrooke, un prétendant encombrant de Daphne (saison 1)
- Freddie Stroma (VF : Nicolas Duquenoy) : le Prince Frédéric de Prusse, bachelor de la première saison, le neveu de la reine et un prétendant de Daphne (saison 1)

#### Introduits dans la saison 2
- Charithra Chandran (VF : Zina Khakhoulia) : Edwina Sharma, petite sœur de Kate, diamant de la seconde saison (saison 2)
- Shelley Conn (VF : Marie Chevalot) : Mary Sharma, la mère d'Edwina et belle-mère de Kate (saison 2)
- Calam Lynch (VF : François Rauch de Roberty) : Theo Sharpe (saison 2)
- Frenchum Sam (VF : Cédric Ingard) : Thomas Dorset (saison 2)

#### Introduits dans la saison 3
- Daniel Francis (VF : Daniel Njo Lobé) : Lord Marcus Anderson
- Sam Phillips (en) (VF : Mathieu Albertini) : Lord Debling
- Hannah New : Lady Tilley Arnold
- David Mumeni : Lord Samadani
- Masali Baduza : Michaela Stirling, la cousine de John Stirling
- Lucas Aurelio : Paul Suarez

#### Introduits dans la saison 4
- Katie Leung : Lady Araminta Gun, la mère de Rosamund et Posy et la belle-mère de Sophie
- Michelle Mao : Rosamund Li, la fille ainée d'Araminta et l'une des demi-sœurs de Sophie
- Isabella Wei : Posy Li, la fille cadette d'Araminta et l'une des demi-sœurs de Sophie

##### Version française
- Studio de doublage : Deluxe Media Paris
- Direction artistique : Laura Préjean
- Adaptation : Sophie Désir, Valérie Marchand, Félicie Seurin

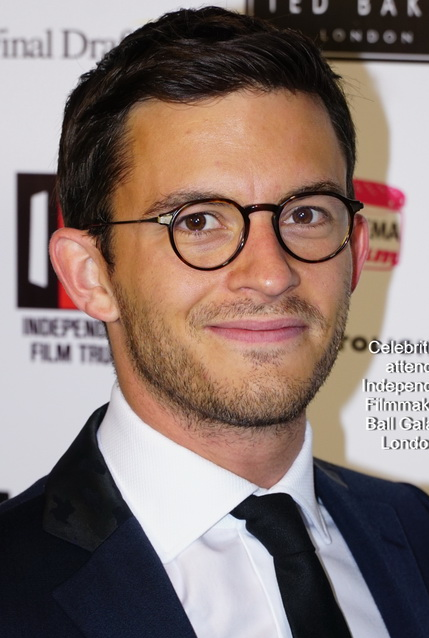
Jonathan Bailey interprète Anthony Bridgerton
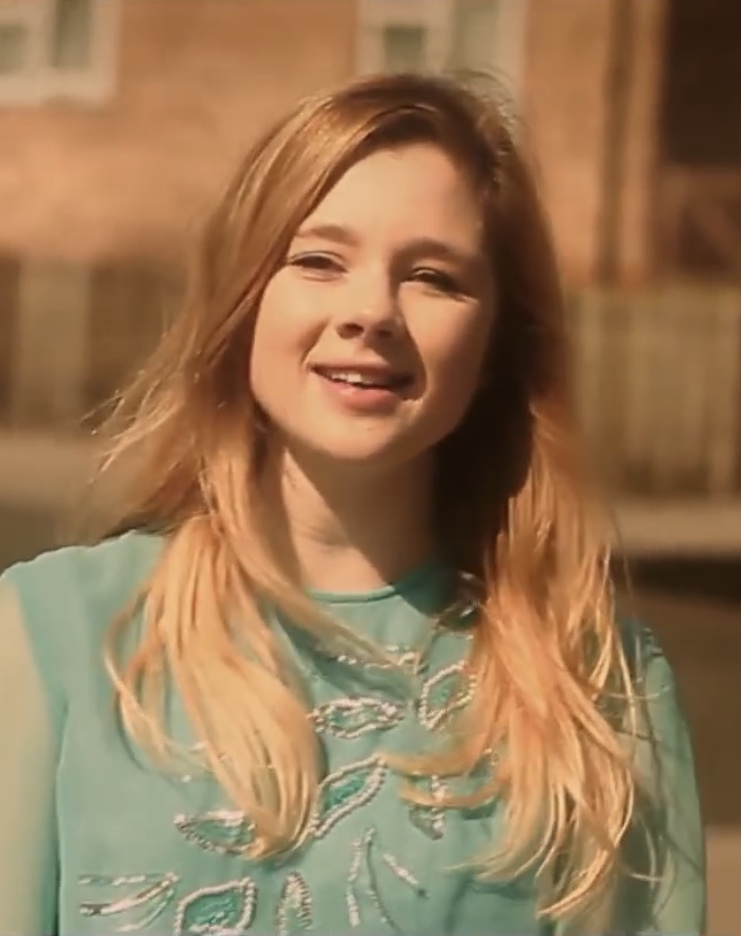
Claudia Jessie interprète Eloïse Bridgerton
Adjoa Andoh interprète Lady Danbury
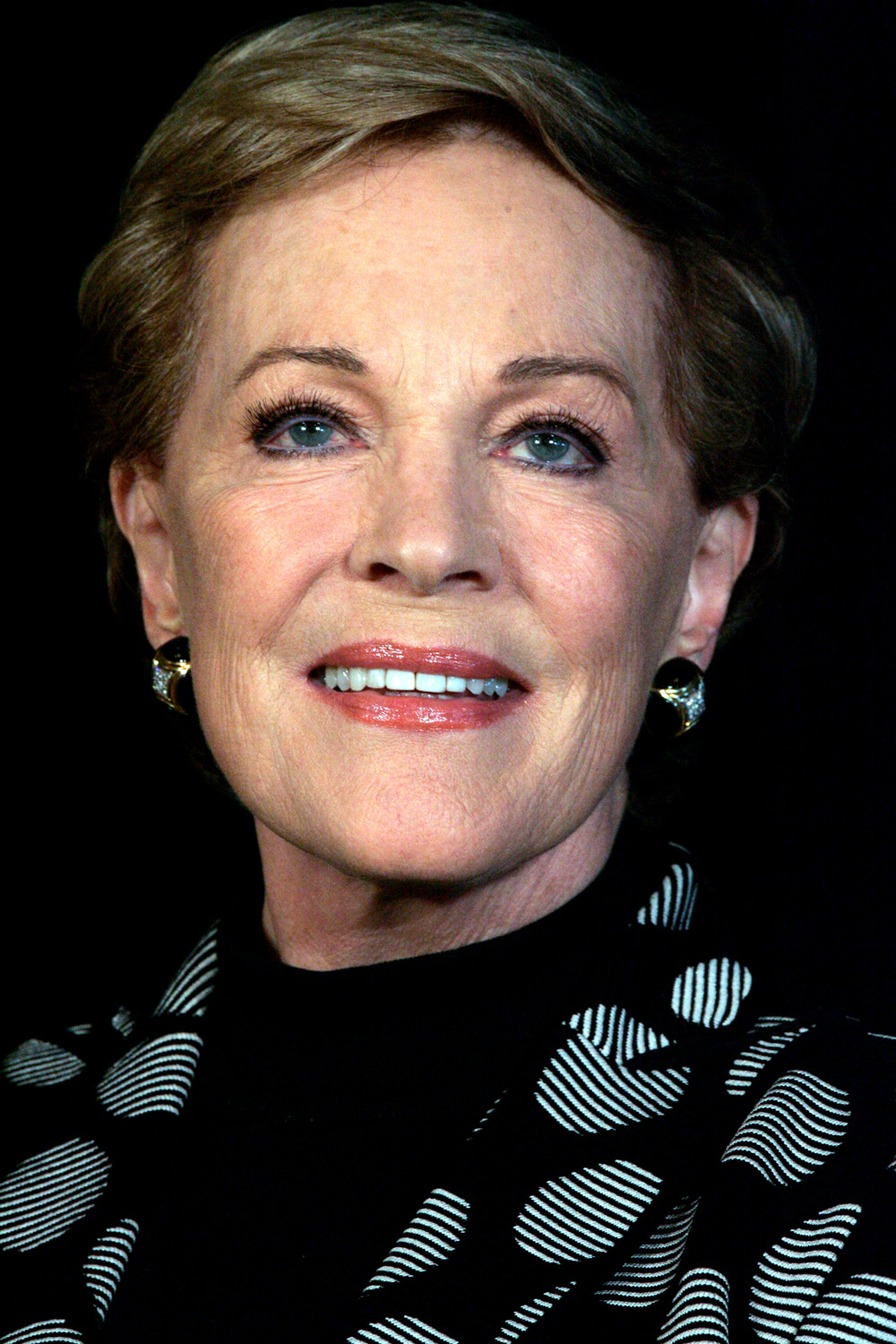
Julie Andrews prête sa voix à Lady Whistledown, la narratrice
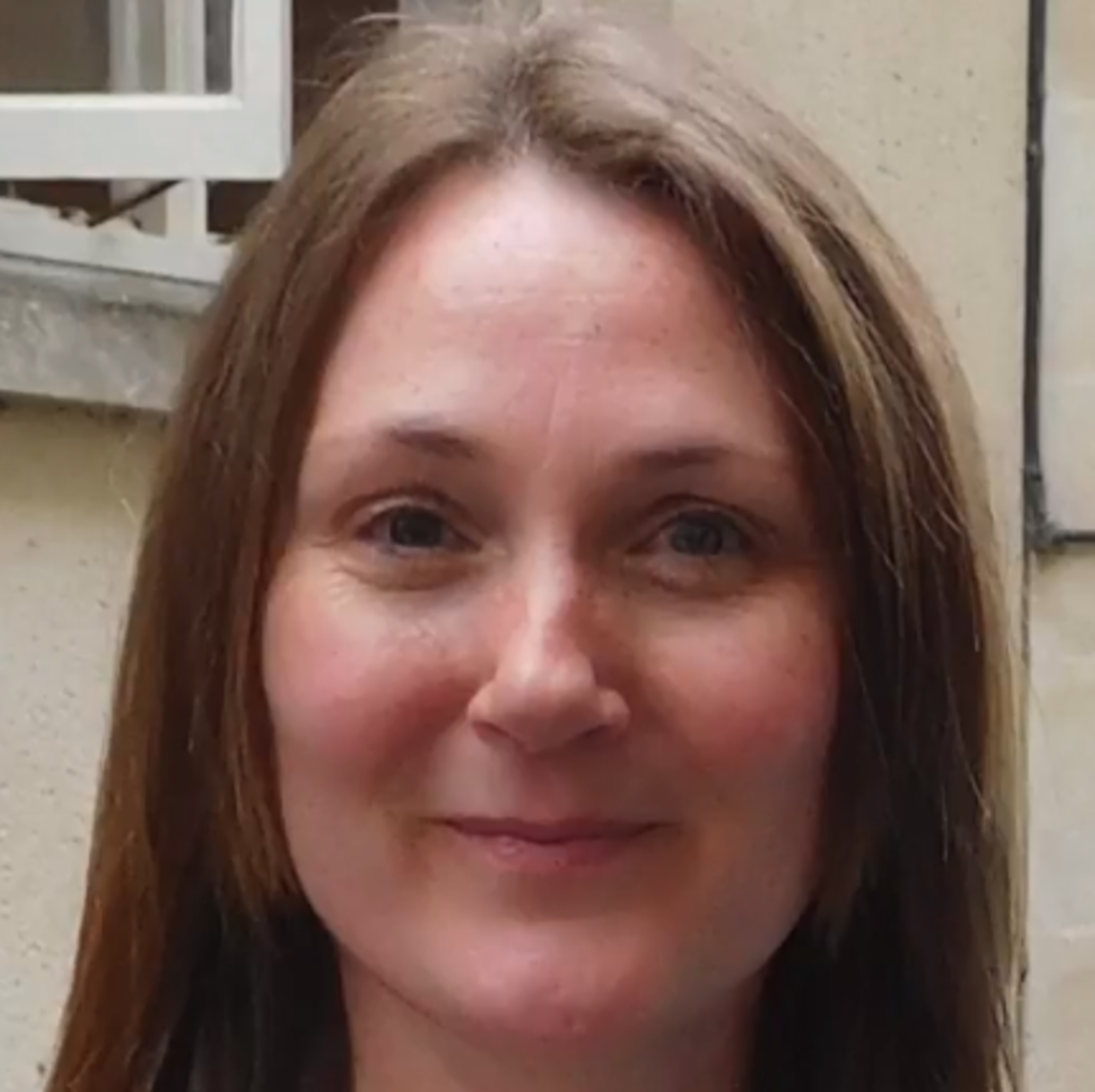
Ruth Gemmell interprète Lady Bridgerton
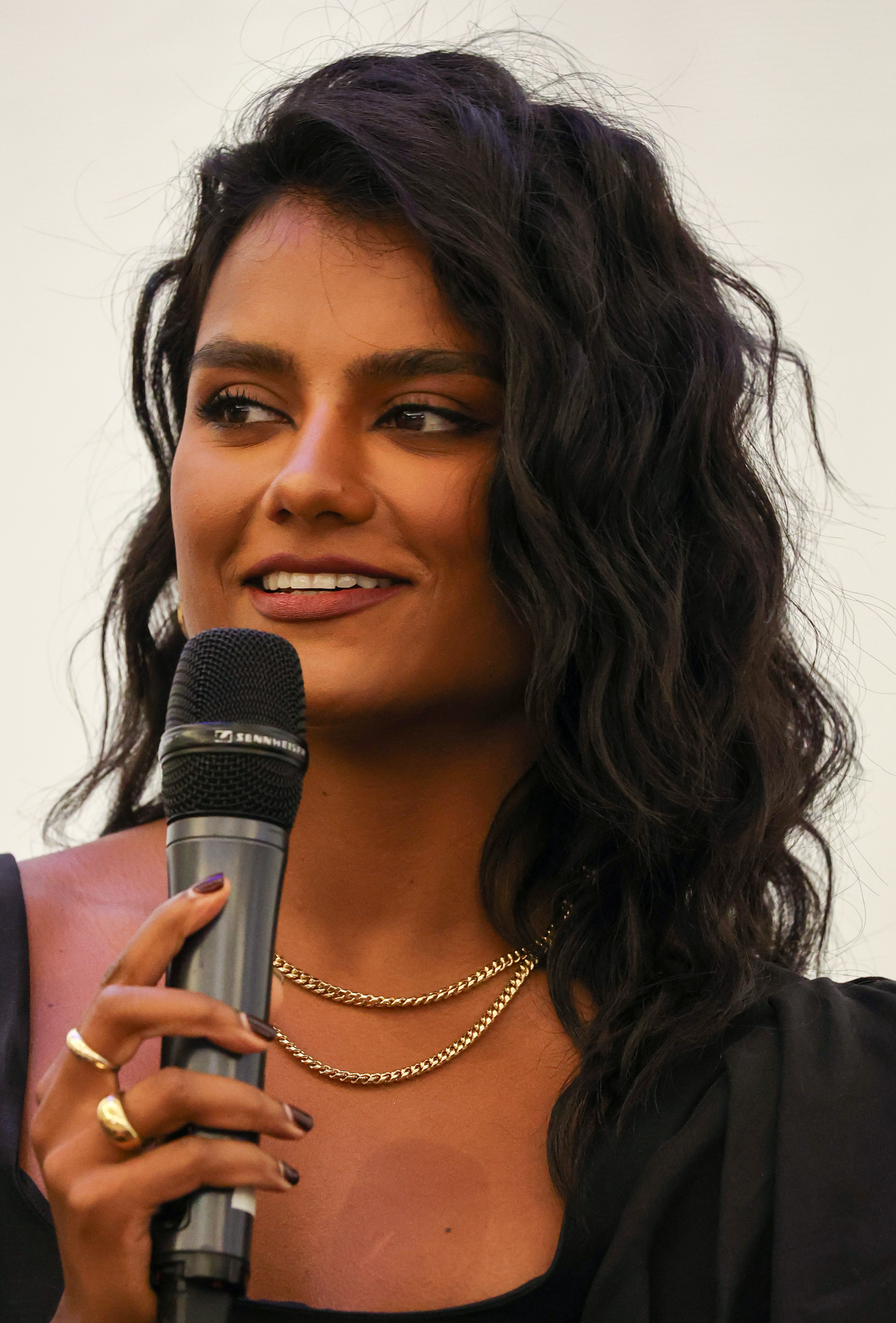
Simone Ashley interprète Kate Sharma

## Production

### Développement
En 2018, Shonda Rhimes annonce être en train de travailler sur une adaptation de la série La Chronique des Bridgerton de Julia Quinn avec Chris Van Dusen (en) en tant que show runner. En octobre 2020, il est annoncé que la série sortirait le 25 décembre 2020 sur Netflix.
Le 21 janvier 2021, Netflix annonce le renouvellement de la série pour une deuxième saison. Avant même la sortie de la deuxième saison, Netflix renouvelle la série pour une troisième et une quatrième saison, le 13 avril 2021. La deuxième saison, dont le tournage était prévu au printemps 2021, est sortie le 25 mars 2022 sur Netflix. Le 14 mai 2025, la série est renouvelée pour une cinquième et sixième saison.

### Lieux de tournage et décors

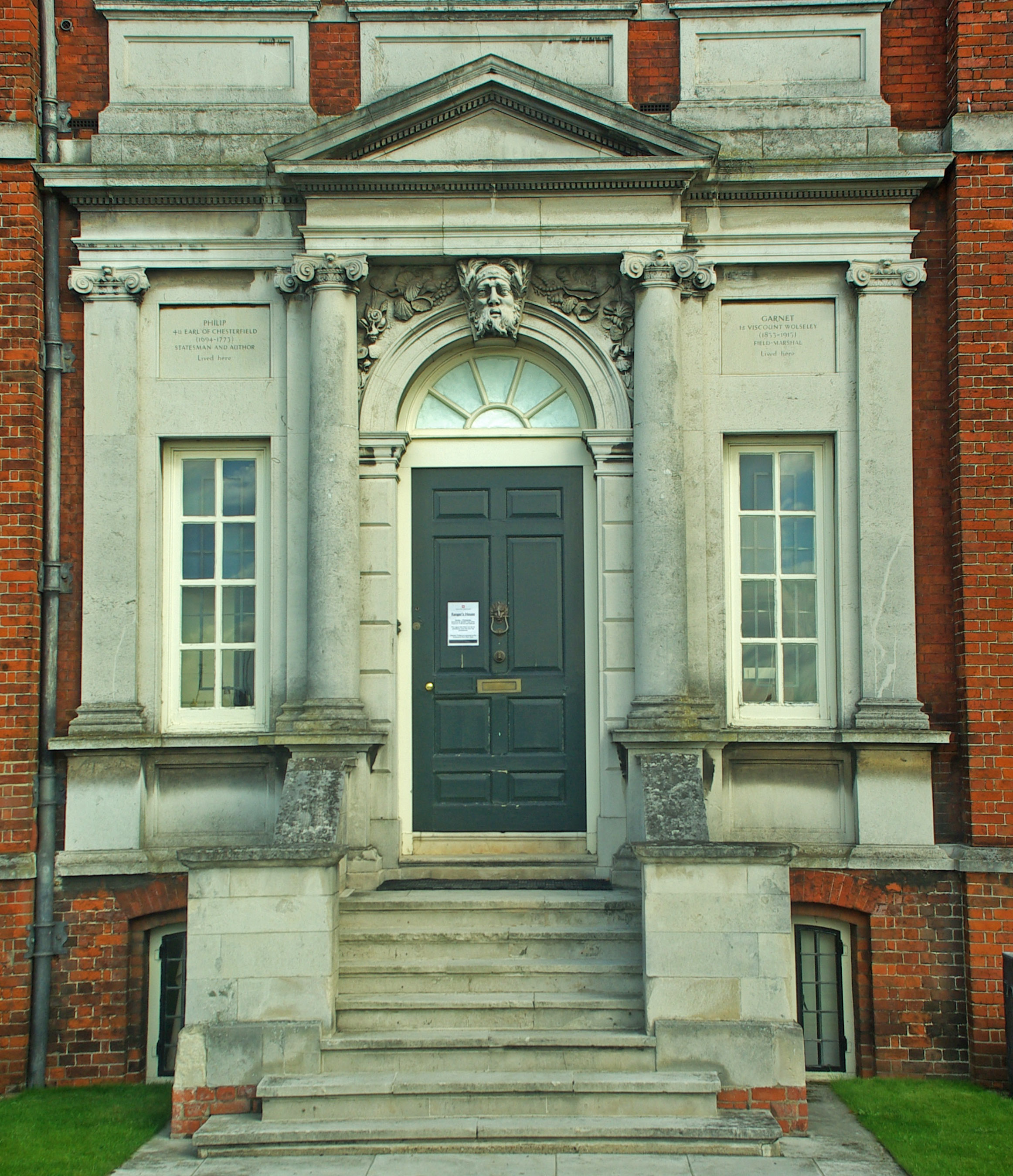
L'entrée de Ranger's House, demeure des Bridgerton.

Le tournage de la première saison s'est terminé en février 2020. La série a été tournée entre Londres et Bath ainsi que dans diverses propriétés et parcs autour de l'Angleterre. Bien que la série se déroule à Londres, la plupart des scènes de rue ont été tournées à Bath ou à York. Les terrains de Wilton House ont été utilisés pour Hyde Park et les terrains de Somerley ont été utilisés pour Hampstead Heath.
Ranger's House à Greenwich, au sud-est de Londres, a été utilisé pour l'extérieur de la maison des Bridgerton. En ce qui concerne l'intérieur de la maison c'est Halton House (en) à RAF Halton dans le Buckinghamshire, qui a servi de décor.
Les scènes du trône ont été filmées dans la Single Cube Room de Wilton House près de Salisbury. Une combinaison de Hampton Court Palace et de Lancaster House a constitué le Palais Saint James de la série.
Wilton House a été utilisé pour l'extérieur et l'entrée du domaine de Simon Basset, Hastings House. Syon Park House Estate à Londres et Badminton House dans le Gloucestershire constituaient le reste du domaine. Le domaine Clyvedon de Simon a été tourné au Château Howard dans le Yorkshire du Nord pour l'extérieur. Pour le village de Clyvedon, c'est le petit village de Coneysthorpe qui a été utilisé.

Le Château Howard fournit le décor de plusieurs scènes pour le domaine du Duc de Hastings.
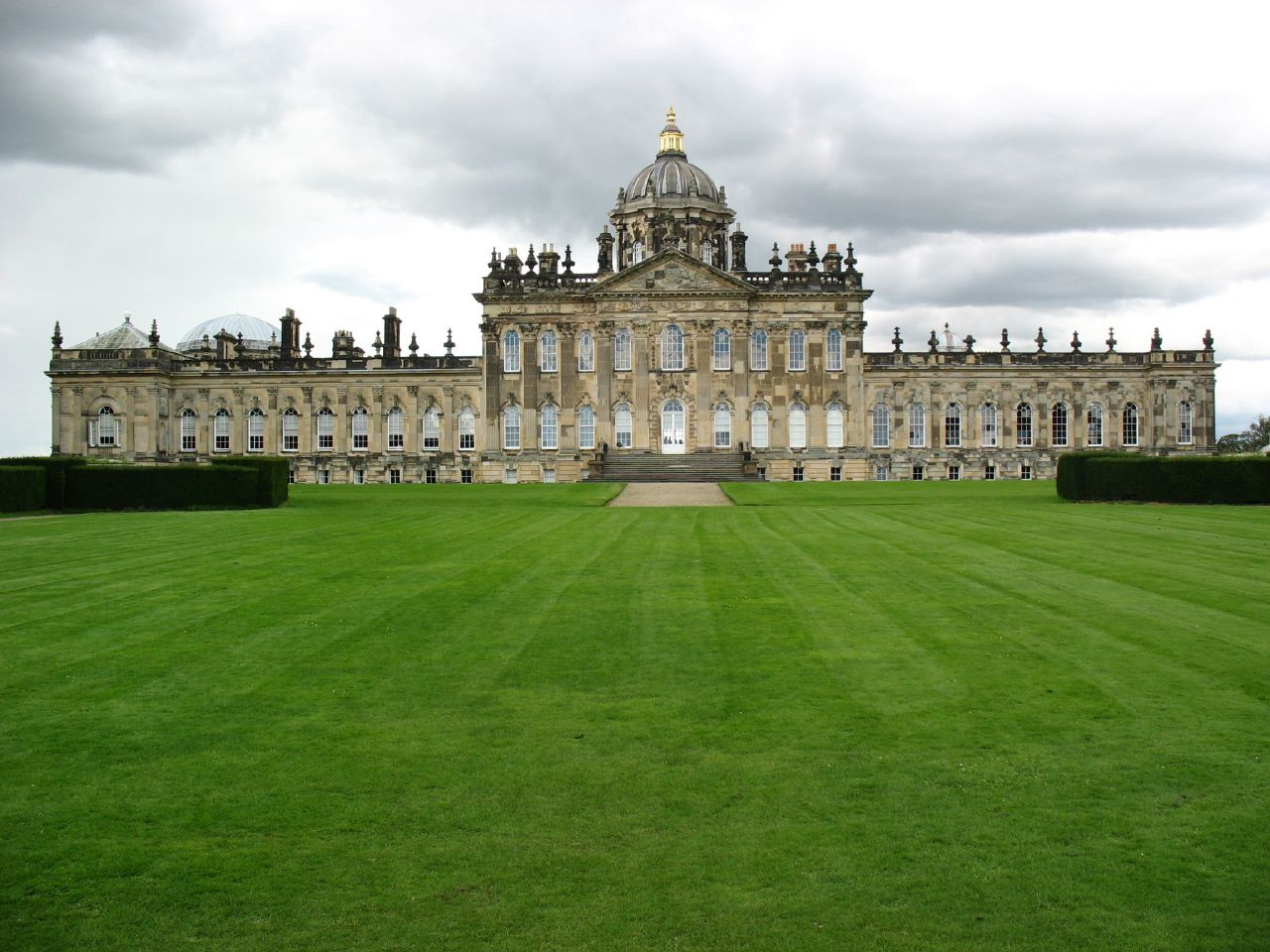
L'entrée de l'extérieur du domaine du Duc de Hastings.
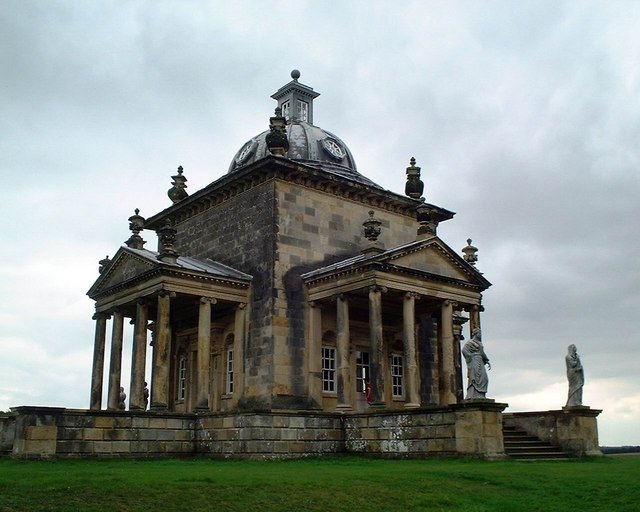
Le Temple des Quatre Vents, utilisé pour le tournage.
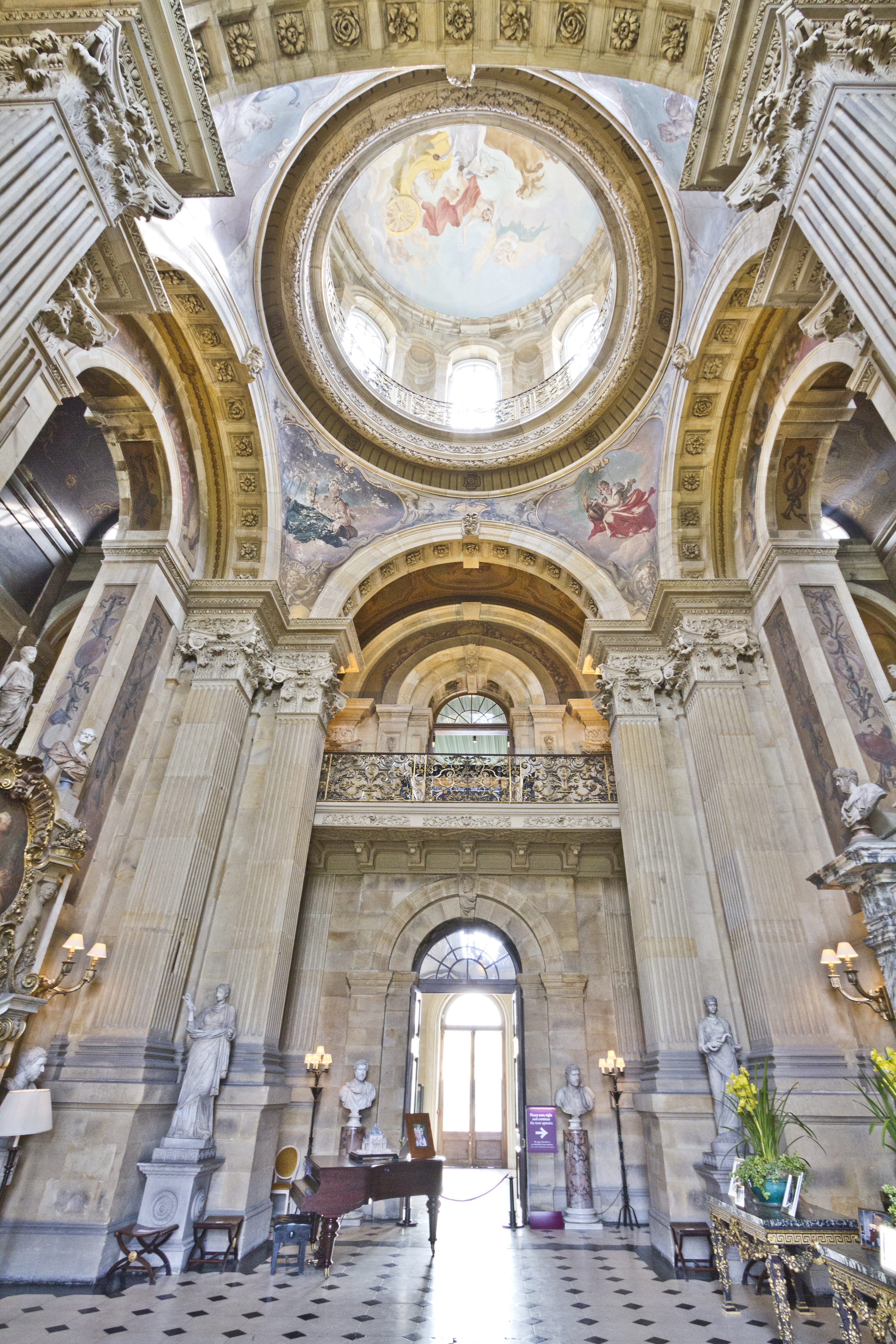
Le grand hall d'entrée.

Holburne Museum a servi pour le site du domaine de Lady Danbury. Pour le tournage de l'emplacement de ses bals, les jardins de Vauxhall ont été utilisés. L'équipe de production l'a recréé en combinant les parties restantes avec le Château Howard et le Stowe Park à Buckinghamshire.
Anthony Bridgerton et Simon Basset se rencontrent dans la vraie vie au Reform Club sur Pall Mall dans le centre de Londres. La scène dans laquelle Lady Featherington emmène Marina dans les bidonvilles a été filmée à Chatham Dockyard dans le Kent. Les scènes de boxe ont été filmées à Normansfield Theatre (en) à Teddington. Pour les scènes de théâtre, c'est le théâtre Hackney Empire qui a servi de décor.

### Casting

#### Saison 1
Le 19 juin 2019, Julie Andrews est choisie pour interpréter la narratrice, Lady Whistledown.
Le 10 juillet 2019, Phoebe Dynevor et Regé-Jean Page rejoignent la distribution principale sous les traits de Daphne Brigerton et de Simon Basset. Le même jour les acteurs Jonathan Bailey, Golda Rosheuvel, Luke Newton, Claudia Jessie, Nicola Coughlan, Ruby Barker, Sabrina Bartlett, Ruth Gemmell, Adjoa Andoh et Polly Walker rejoignent la distribution.

#### Saison 2
Le 15 février 2021, l'actrice Simone Ashley est choisie pour le rôle principal féminin de la saison 2, Kate Sharma (appelée Kate Sheffield dans les livres). Elle donnera la réplique à Jonathan Bailey, qui joue le rôle d'Anthony Bridgerton. Le 1er avril, les acteurs Charithra Chandran et Rupert Young rejoignent la distribution de la seconde saison. la première jouera le rôle de Edwina Sharma, la sœur de Kate Sharma, le rôle principal féminin de la saison 2 et le second celui de Jack, un personnage n'apparaissant pas dans les romans. Quelques jours plus tard, il est annoncé que Shelley Conn interprètera Mary, la mère d'Edwina et Kate tandis que Calam Lynch jouera celui de Theo Sharpe.
Le 28 mai 2021, Rupert Evans rejoint la distribution dans le rôle de l'ancien vicomte Bridgerton, Edmund, l'époux de Violet et père des huit enfants, mort à 38 ans d'une piqure d'abeille alors que son fils aîné n'avait que 18 ans.

#### Saison 3
Cette troisième saison sera centrée sur la relation entre Colin Bridgerton (Luke Newton) et Peneloppe Featherington (Nicola Coughlan), qui est le sujet du quatrième roman.
Le 13 mai 2022, il est annoncé que l'actrice Ruby Stokes qui incarne Francesca Bridgerton, quitte la série et est remplacée par Hannah Dodd à partir de la saison 3. Le 20 juillet, trois nouveaux noms sont ajoutés au casting : Daniel Francis en tant que Marcus Anderson, Sam Phillips (en) en tant que Lord Debling et James Phoon en tant que Harry Dankworth.

#### Saison 4
Le 16 août 2024, Yerin Ha rejoint la distribution dans le rôle de Sophie Baek, le rôle principal féminin de la saison 4.

## Épisodes

### Première saison (2020)
1. Un diamant de la première eau (Diamond of the First Water)
2. Choc et ravissement (Shock and Delight)
3. L'Art de la pâmoison (Art of the Swoon)
4. Une affaire d'honneur (An Affair of Honor)
5. Le Duc et moi (The Duke and I)
6. Frou-frou (Swish)
7. Sur les deux rives d'un océan (Oceans Apart)
8. Après la pluie (After the Rain)

### Deuxième saison (2022)
Le 21 janvier 2021, Netflix annonce le renouvellement de la série pour une deuxième saison. Le tournage a commencé au printemps 2021, et est mise en ligne le 25 mars 2022.
1. Un parfum de débauche (Capital R Rake)
2. Jour de courses (Off to the Races)
3. Piqués au vif (A Bee in Your Bonnet)
4. Victoire (Victory)
5. Et si c'était écrit ? (An Unthinkable Fate)
6. Le Choix (The Choice)
7. Harmonie (Harmony)
8. Le vicomte qui m'aimait (The Viscount Who Loved Me)

### Troisième saison (2024)
Les 4 premiers épisodes seront disponibles le 16 mai 2024 et les 4 suivants le 13 juin 2024.
1. Hors de l'ombre (Out of the Shadows)
2. Au clair de la lune (How Bright the Moon)
3. Forces de la nature (Forces of Nature)
4. Vieux amis (Old Friends)
5. Tic-Tac  (Tick Tock)
6. Courtiser monsieur Bridgerton  (Romancing Mister Bridgerton)
7. Main dans la main  (Joining of Hands)
8. En pleine lumière  (Into the Light)

## Réception

### Impact
Le style « Regency » de la haute-société londonienne présenté dans une version revisitée et fantasmée dans la série a inspiré de nombreuses tendances dans la mode ou la décoration, au point de parler d'« effet Bridgerton »,. L'entreprise Lyst a signalé une augmentation des recherches d'articles tels que des corsets, des serre-têtes, des tiares, des robes tailles empire et des gants jusqu'aux coudes après la première saison de la série ,,.

### Inexactitudes historiques et controverses

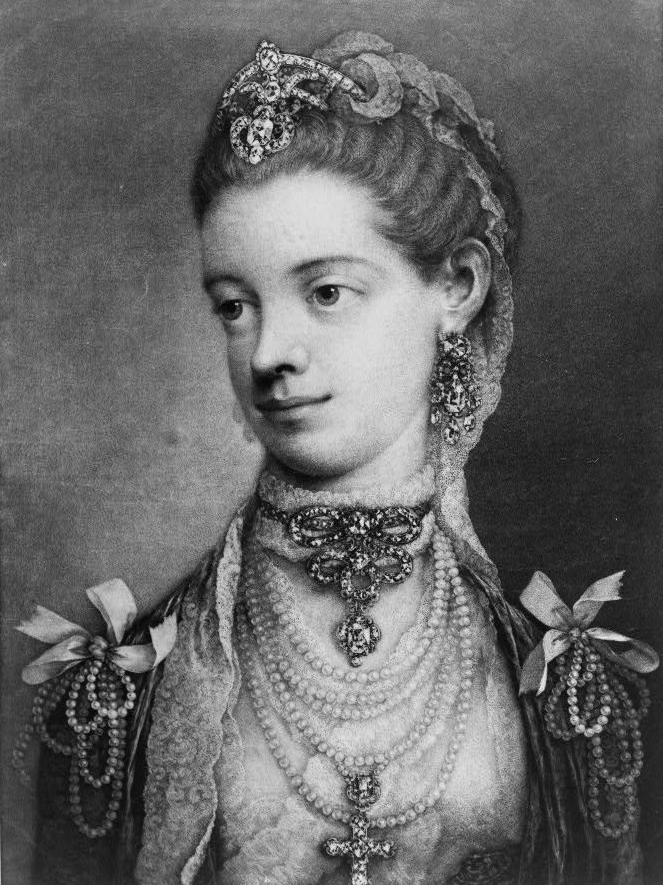
Portrait de la Charlotte de Mecklenburg-Strelitz (1744-1818) par Thomas Frye

#### Inexactitudes historiques
Contrairement à la série de romans, La Chronique des Bridgerton se déroule dans une régence anglaise multiraciale, où des personnes de couleurs figurent parmi les membres de la haute société et sont traitées sans discrimination raciale, et certaines sont d'ailleurs en possession de titres de noblesse accordés par le souverain.
La reine d'Angleterre Charlotte de Mecklembourg-Strelit est interprétée par Golda Rosheuvel actrice guyano-britannique métisse. Le créateur Chris Van Dusen (en) a été inspiré par un débat historique sur de possibles origines africaines de la reine Charlotte de Mecklembourg-Strelitz ,. Dans une scène, Lady Danbury explique que le mariage entre le roi George et la reine Charlotte a créé un précédent permettant de changer les statuts raciaux dans la société aristocratique de l'époque, ce qui fait des Chroniques de Bridgerton non une œuvre historiquement erronée, mais plutôt une forme assumée d'uchronie.

#### Controverse sur le viol conjugal
Ayant subi la violence et le rejet de son père durant sa propre enfance, le duc Simon refuse d'avoir des enfants et lui a juré d'éteindre toute descendance. Ainsi, lors des rapports sexuels il se retire à chaque fois de Daphne, à qui il affirme ne pas pouvoir avoir d'enfants. Daphne, qui connaît peu de choses à la sexualité et pensant qu'il est stérile, finit par découvrir la vérité et se trouve blessée par ce mensonge, car elle souhaite fonder une famille. Dans le premier tome de la saga, Daphné et le duc, elle profite de ce que son époux est inconscient pour avoir un rapport sexuel afin qu'il éjacule en elle ; dans l'épisode 6 de la première saison, Frou-frou, le rapport est consenti au début, mais elle maintient Simon sur le dos à la fin pour qu'il éjacule malgré ses protestations, et il reste médusé par cet acte tandis que son épouse ne considère pas avoir mal agi. La façon dont le viol de Simon est traité, la position de victime donnée à Daphne et la banalisation du viol conjugal, a fortiori du viol des hommes ont suscité une controverse,,,,.
Julia Quinn, l'autrice des romans, se défend en disant qu'à l'époque (en 2000), cela n'avait pas l'air choquant ni choqué les lecteurs. Chris Van Dusen, le créateur de la série, savait que cette scène allait créer la controverse, mais pour lui, cela faisait partie de l'éducation sexuelle de l'héroïne qui n'était pas « parfaite » avant de devenir une épouse bonne et épanouie. Il pense également comme Lizzy Talbot, la coordinatrice, que cette scène permet la discussion quant au sujet du consentement sexuel,. Néanmoins, pour Weiss et Giuliani de Marie Claire, « la jeune duchesse ne souffre d'aucune conséquence ni condamnation, même morale. Elle n’« apprend » rien. Tout juste son époux lui en veut-il un temps, pas tant pour le geste en soi, mais pour le fait de ne pas avoir respecté son non-désir d'enfant ! »

### The Unofficial Bridgerton Musical
Avec le consentement du détenteur des droits Netflix, un album concept musical The Unofficial Bridgerton Musical non officiel a été publié sur tous les services de streaming. La comédie musicale est née d'une idée de la musicienne Abigail Barlow sur TikTok en collaboration avec sa partenaire musicale, la compositrice Emily Bear. Ils écrivent des chansons depuis janvier 2021, qui ont reçu le soutien de Netflix et de l'écrivaine Julia Quinn. L'album The Unofficial Bridgerton Musical a remporté un Grammy du meilleur album de théâtre musical aux Grammy Awards 2022,. Pour le 50e anniversaire du John F. Kennedy Center for the Performing Arts, Barlow et Bear ont interprété Oceans Away avec Darren Criss.
Après leurs victoires aux Grammy Awards, ils ont tous deux joué dans The Today Show, où ils ont interprété la chanson Burn for you.

## Séries dérivées
À la suite du succès de la série, un spin-off sous forme d'une mini-série centrée sur les jeunes années de la reine Charlotte, de Violet Bridgerton et de lady Danbury est prévu. Shonda Rhimes signera le scénario et assurera la production exécutive de la série, aux côtés de Betsy Beers et Tom Verica. En septembre 2022 Netflix dévoile le titre : Queen Charlotte: A Bridgerton Story, un teaser, et une date de sortie pour 2023. À cette occasion il est révélé que c'est India Amarteifio qui interprètera la jeune reine Charlotte et Corey Mylchreest le jeune roi George III,,.

## Distinctions
| Année | Récompenses                                      | Catégorie | Nomination | Résultat   |
| ----- | ------------------------------------------------ | --- | --- | ---------- |
| 2021  | 21e cérémonie des American Film Institute Awards | Top 10 des séries récompensées | La Chronique des Bridgerton | Lauréat    |
| 2021  | British Academy Television Awards                | Le moment incontournable de Virgin TV                                                                                              | Penelope est révélée comme étant Lady Whistledown                                                                                    | Nomination |
| 2021  | Costume Designers Guild                          | Meilleur costumes dans une série télévisée d'époque                                                                                | Ellen Mirojnick et John W. Glaser III (Pour "Un diamant de la première eau")                                                         | Nomination |
| 2021  | Directors Guild of America Awards                | Réalisation exceptionnelle dans une série dramatique                                                                               | Julie Anne Robinson (Pour "Un diamant de la première eau")                                                                           | Nomination |
| 2021  | Hollywood Music in Media Awards                  | Meilleure musique originale dans une émission de télévision/série limitée                                                          | Kris Bowers | Nomination |
| 2021  | Make-Up Artists and Hair Stylists Guild Awards   | Meilleure série télévisée, série limitée ou mini-série ou série nouveaux médias - Meilleur maquillage d'époque et/ou de personnage | Marc Pilcher, Lynda J. Pearce, Claire Matthews et Louise Bannell                                                                     | Nomination |
| 2021  | Make-Up Artists and Hair Stylists Guild Awards   | Meilleure série télévisée, série limitée ou mini-série ou série nouveaux médias - Meilleure coiffure d'époque et/ou de personnage  | Marc Pilcher, Lynda J. Pearce, Adam James Phillips et Tania Couper                                                                   | Lauréat    |
| 2021  | Motion Picture Sound Editors Awards              | Meilleurs effets sonores et bruitages dans un film                                                                                 | Brittany DuBay (Pour "Choc et ravissement")                                                                                          | Nomination |
| 2021  | MTV Movie & TV Awards                            | MTV Movie & TV Award de la meilleure série télévisée                                                                               | La Chronique des Bridgerton | Nomination |
| 2021  | MTV Movie & TV Awards                            | Meilleure performance | Regé-Jean Page | Lauréat    |
| 2021  | MTV Movie & TV Awards                            | Meilleur baiser | Regé-Jean Page et Phoebe Dynevor | Nomination |
| 2021  | NAACP Image Awards 2021                          | Meilleure série dramatique | La Chronique des Bridgerton | Nomination |
| 2021  | NAACP Image Awards 2021                          | Meilleur second rôle masculin dans une série dramatique (en)                                                                       | Regé-Jean Page | Lauréat    |
| 2021  | NAACP Image Awards 2021                          | Meilleur second rôle féminin dans une série dramatique (en)                                                                        | Adjoa Andoh | Nomination |
| 2021  | 73e cérémonie des Primetime Emmy Awards          | Primetime Emmy Award de la meilleure série télévisée dramatique                                                                    | La Chronique des Bridgerton | Nomination |
| 2021  | 73e cérémonie des Primetime Emmy Awards          | Meilleur acteur dans une série télévisée dramatique                                                                                | Regé-Jean Page | Nomination |
| 2021  | 73e cérémonie des Primetime Emmy Awards          | Meilleure réalisation pour une série télévisée dramatique                                                                          | Julie Anne Robinson (Pour "Un diamant de la première eau")                                                                           | Nomination |
| 2021  | Creative Arts Emmy Awards                        | Primetime Emmy Award du meilleur doublage                                                                                          | Julie Andrews (Pour "Un diamant de la première eau")                                                                                 | Nomination |
| 2021  | Creative Arts Emmy Awards                        | Meilleur casting pour une série dramatique                                                                                         | Kelly Valentine Hendry | Nomination |
| 2021  | Creative Arts Emmy Awards                        | Meilleure photographie pour une série d'une heure                                                                                  | Jeffrey Jur (Pour "Art of the Swoon")                                                                                                | Nomination |
| 2021  | Creative Arts Emmy Awards                        | Meilleur costumes pour une série                                                                                                   | Ellen Mirojnick, John W. Glaser III, Sanaz Missaghian et Kenny Crouch (Pour "Un diamant de la première eau")                         | Nomination |
| 2021  | Creative Arts Emmy Awards                        | Meilleure coiffure pour une série                                                                                                  | Marc Pilcher, Lynda J. Pearce, Claire Matthews, Adam James Phillips, Tania Couper et Lou Bannell (Pour "L'Art de la pâmoison")       | Lauréat    |
| 2021  | Creative Arts Emmy Awards                        | Meilleur montage sonore pour une série                                                                                             | Kris Bowers (en) (Pour "Un diamant de la première eau")                                                                              | Nomination |
| 2021  | Creative Arts Emmy Awards                        | Meilleure musique de générique | Kris Bowers et Michael Dean Parsons                                                                                                  | Nomination |
| 2021  | Creative Arts Emmy Awards                        | Supervision musicale | Alexandra Patsavas (Pour "Un diamant de la première eau")                                                                            | Nomination |
| 2021  | Creative Arts Emmy Awards                        | Meilleure direction artistique pour une série à caméra unique                                                                      | Will Hughes-Jones, Dominic Devine et Gina Cromwell (Pout "Après la pluie ")                                                          | Nomination |
| 2021  | Producers Guild of America Awards                | Meilleur producteur pour une série télévisée dramatique                                                                            | Chris Van Dusen, Shonda Rhimes, Betsy Beers, Scott Collins, Alison Eakle, Sara Fischer, Sarada McDermott, Holden Chang et Tom Verica | Nomination |
| 2021  | 25e cérémonie des Satellite Awards               | Satellite Award du meilleur acteur dans une série télévisée dramatique                                                             | Regé-Jean Page | Nomination |
| 2021  | 25e cérémonie des Satellite Awards               | Satellite Award de la meilleure actrice dans une série télévisée dramatique                                                        | Phoebe Dynevor | Nomination |
| 2021  | 27e cérémonie des Screen Actors Guild Awards     | Screen Actors Guild Award de la meilleure distribution pour une série télévisée dramatique                                         | L’ensemble du casting | Nomination |
| 2021  | 27e cérémonie des Screen Actors Guild Awards     | Screen Actors Guild Award du meilleur acteur dans une série télévisée dramatique                                                   | Regé-Jean Page | Nomination |
| 2021  | Television Critics Association Awards            | Émission de l'année | La Chronique des Bridgerton | Nomination |
| 2021  | Television Critics Association Awards            | Meilleure série dramatique | La Chronique des Bridgerton | Nomination |
| 2021  | Television Critics Association Awards            | Meilleure nouvelle série | La Chronique des Bridgerton | Nomination |